# Erigone miniata
Espèce
Erigone miniata est une espèce d'araignées aranéomorphes de la famille des Linyphiidae.

## Distribution
Cette espèce est endémique des îles Galápagos en Équateur. Elle se rencontre sur Fernandina, Floreana, Pinta, Santiago et Santa Cruz.

## Publication originale
- Baert, 1990 : Spiders of the Galápagos. Part V. Linyphiidae. Bulletin of the British Arachnological Society, vol. 8, no 5, p. 129-138.